# Ixora minor
Ixora minor là một loài thực vật có hoa trong họ Thiến thảo. Loài này được (Valeton) Mouly & B.Bremer mô tả khoa học đầu tiên năm 2009.